# THE CHESS
THE CHESS（ザ チェス）は 日本のロックバンド。2001年結成。関東や東北各地でライブ活動中。レーベルはMUSIC DISH LABEL。

## メンバー
- 渡辺 大介 （わたなべ　だいすけ）    3月6日生 B型 富山県出身　ボーカル・ギター担当
- 赤羽 友成 （あかはね　ともなり）    4月2日生 AB型 長野県出身　ギター担当
- 赤羽 一成 （あかはね　かずなり）    1月13日生 A型 長野県出身　ベース・コーラス　ほぼ全ての楽曲の作詞を担当

## 旧メンバー
・西村 邦彦 （にしむら　くにひこ）    ドラムス担当（2015年脱退）

## バンド名の由来
バンド名はメンバーが敬愛するロックバンドU2 「With Or Without You」PVのモノクロなイメージに由来している。仮にと名乗っていたがそのままになり現在に至る。

## 概要・来歴
2001年 Vo.渡辺大介、Gt.新藤健一、Gt.平沢直樹、Ba.赤羽一成、Dr.西村邦彦の5人でバンド活動開始。2002年6月Gt新藤が一身上の都合により脱退する。2005年 6月Upside-Down labelより1st Album「fighter」リリース(現在入手不可)
2006年 3月Gt:平沢脱退。後任に赤羽友成を加え活動開始。
2011年 東日本大震災を受け、復興支援プロジェクト「Love Ripple Communication」を立ち上げる。中心となり活動。
6月1日 2nd Album「The Chess」 リリース。
2012年 音楽で東北を応援する活動「歌をおくろう」を立ち上げ、東北各地でチャリティオムニバスCDを無料配布する。
2015年 アースデイ東京2015に出演する。Dr.西村が脱退。3rd Album「太陽を追いかけて」リリース。

## ディスコグラフィ

### シングル
- 「太陽系のむこうがわ」2009年2月22日発売
- 「オレンジ」2009年6月25日 発売
- 「透明なからだ」2009年9月11日 発売
- 「最終列車にのって」2009年12月11日 発売
- 「I FEEL YOU」2010年5月9日 発売
- 「Tomorrow」2012年3月14日 発売
- 「ローリングストーン」2012年9月26日 発売

### アルバム
- 1st Album「fighter」2005年6月発売（現在入手不可）
- 2nd Album 「The Chess」2011年 6月1日発売（MDR-1001）

1. スタンドバイミー
2. 太陽系のむこうがわ
3. walkin' in the night
4. I FEEL YOU
5. 恋におちたら
6. 最終列車にのって
7. 透明なからだ
8. ORANGE
9. 哲学
10. 青い目の少年
11. Nobody Knows
12. バースデーソング
13. Change the world

- 3rd Album「太陽を追いかけて」2015年10月21日 発売（MDL-1000）

1. Night & Day
2. Rainbow
3. グライダー
4. サイレンス
5. Tomorrow
6. ゴーストがやってくる
7. 君の太陽
8. Rolling Stone